# تریچسانتس
تریچسانتس (نام علمی: Trichosanthes) نام یک سرده از تیره کدوییان است.